# Len tenkolistý
Len tenkolistý (Linum tenuifolium) je druh vytrvalé byliny náležící do čeledi lnovité (Linaceae). Červený seznam cévnatých rostlin České republiky eviduje tento druh jako ohrožený.

## Popis
Rostlina má formu byliny až polokeře, dorůstá do výšky 20-50 cm.
Z mnohdy dřevnatějící báze vyrůstají četné, oblé, přímé lodyhy.
Celistvé, špičaté, čárkovité, jednožilné listy jsou 0,1-0,2 cm široké, na lodyze (zejména na její spodní polovině) uspořádány střídavě, jejich okraje jsou drsně brvité.
Květenstvím je nepravidelný vidlan nesoucí 8-15 květů. Kalich je tvořen špičatými, vejčitě kopinatými lístky s žláznatě brvitými okraji. Korunní lístky jsou obvejčité se špičkovým zakončením, barevně bledě růžové až bílé s růžovým žilkováním. Rostlina kvete od června do srpna.
Plodem jsou pětipouzdré zobanovité tobolky.

## Ekologie
Len tenkolistý roste na slunných, skalnatých a suchých stanovištích s nepříliš zapojenou vegetací (opuky, stepi, stráně, skály, apod.).

## Rozšíření

###### Svět
Druh je rozšířen v oblastech jižní, západní a střední Evropy, Balkánského poloostrova a Blízkého východu.

###### Česko
V ČR se druh vyskytuje v středních a severních Čechách, na Hané a jižní Moravě.

## Galerie

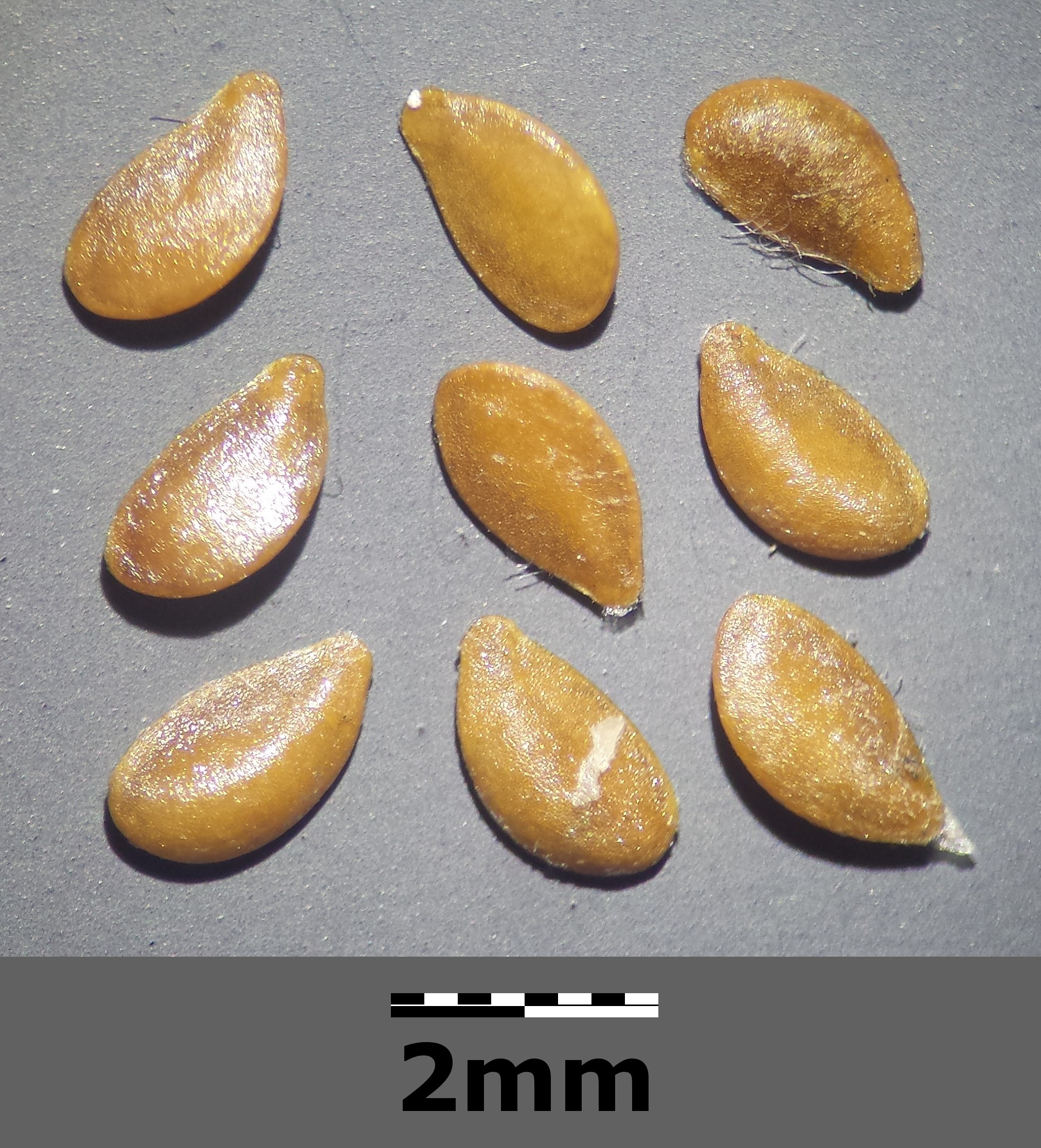
semena
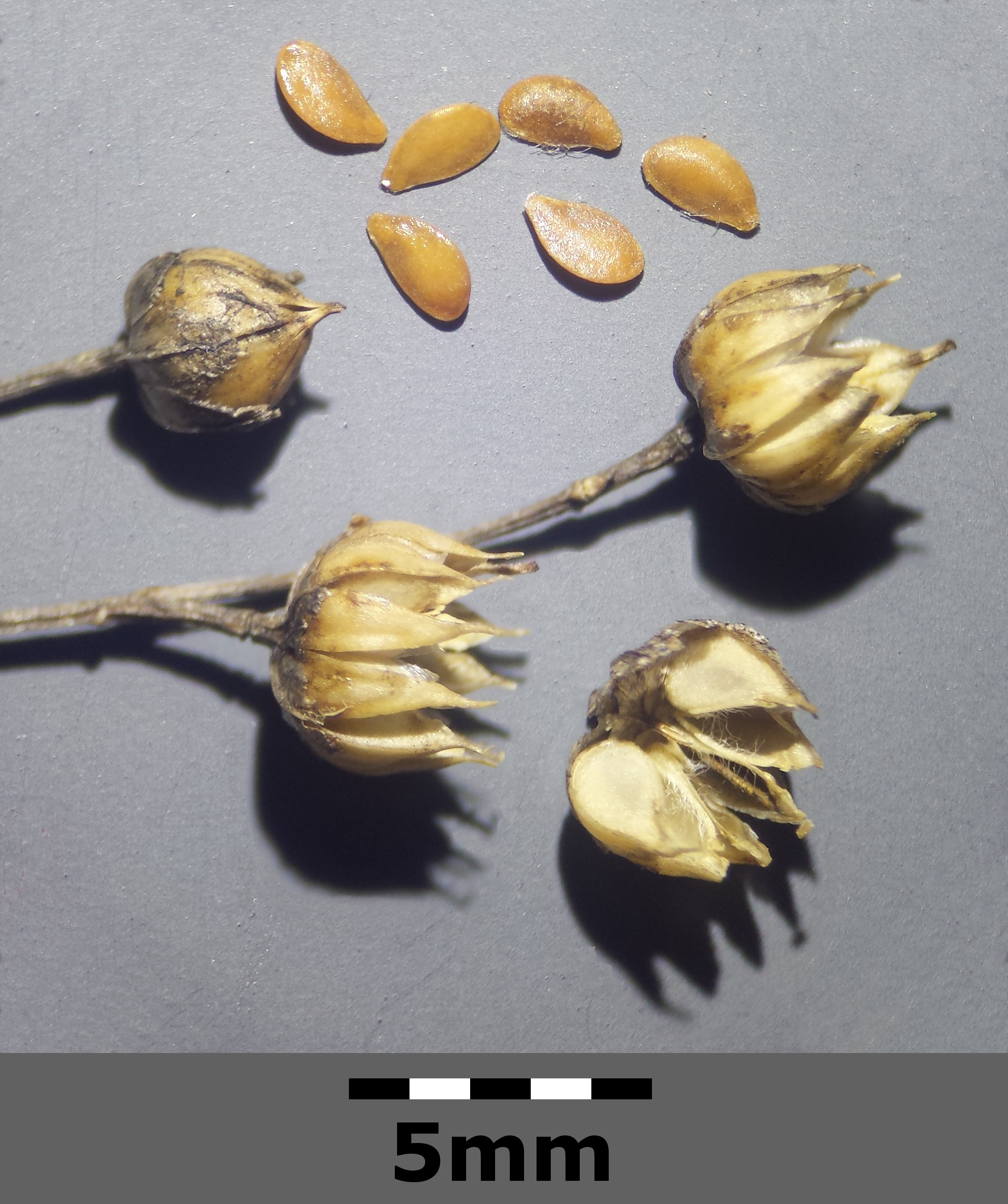
zralé plody
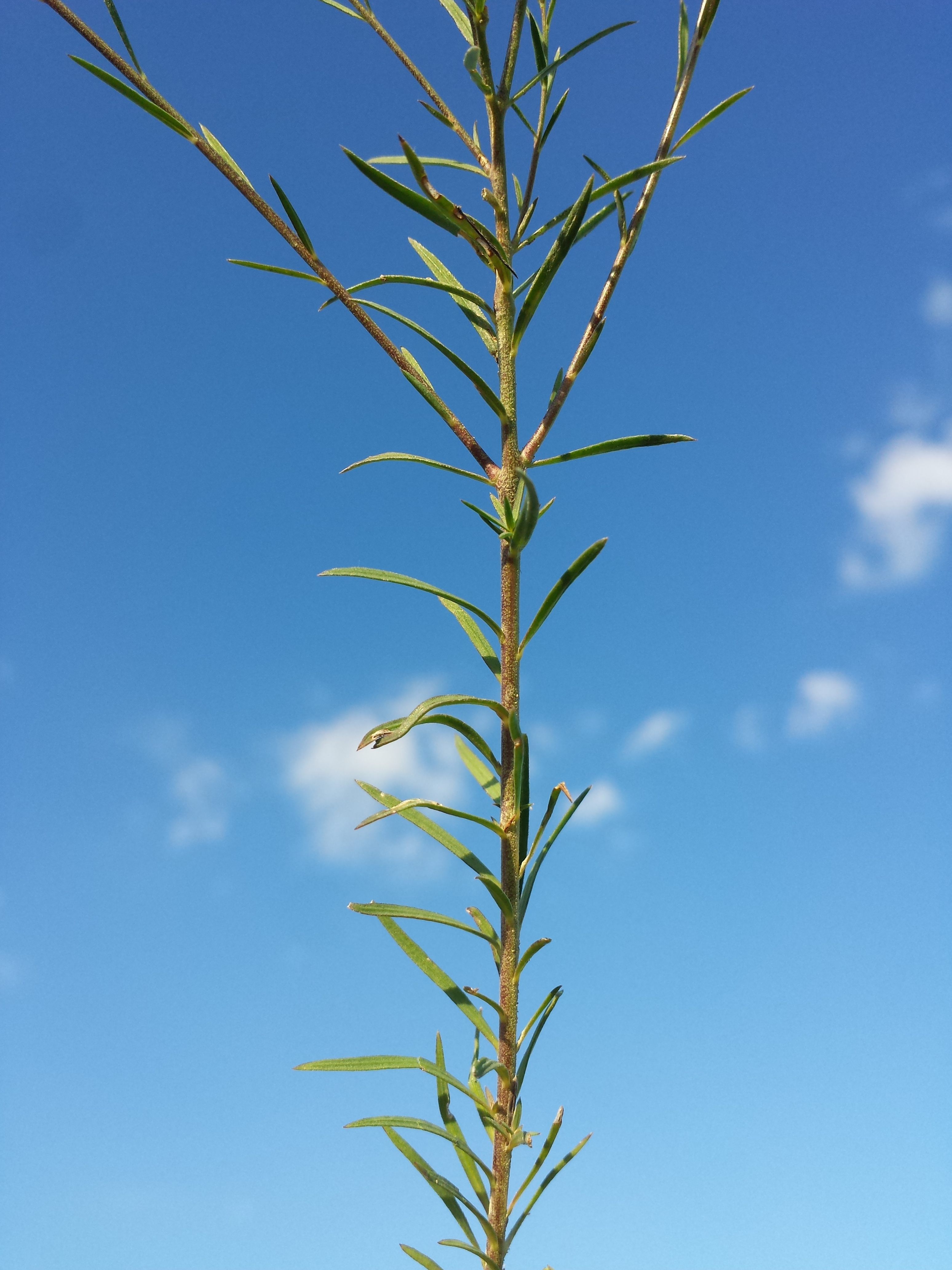
lodyha s listy
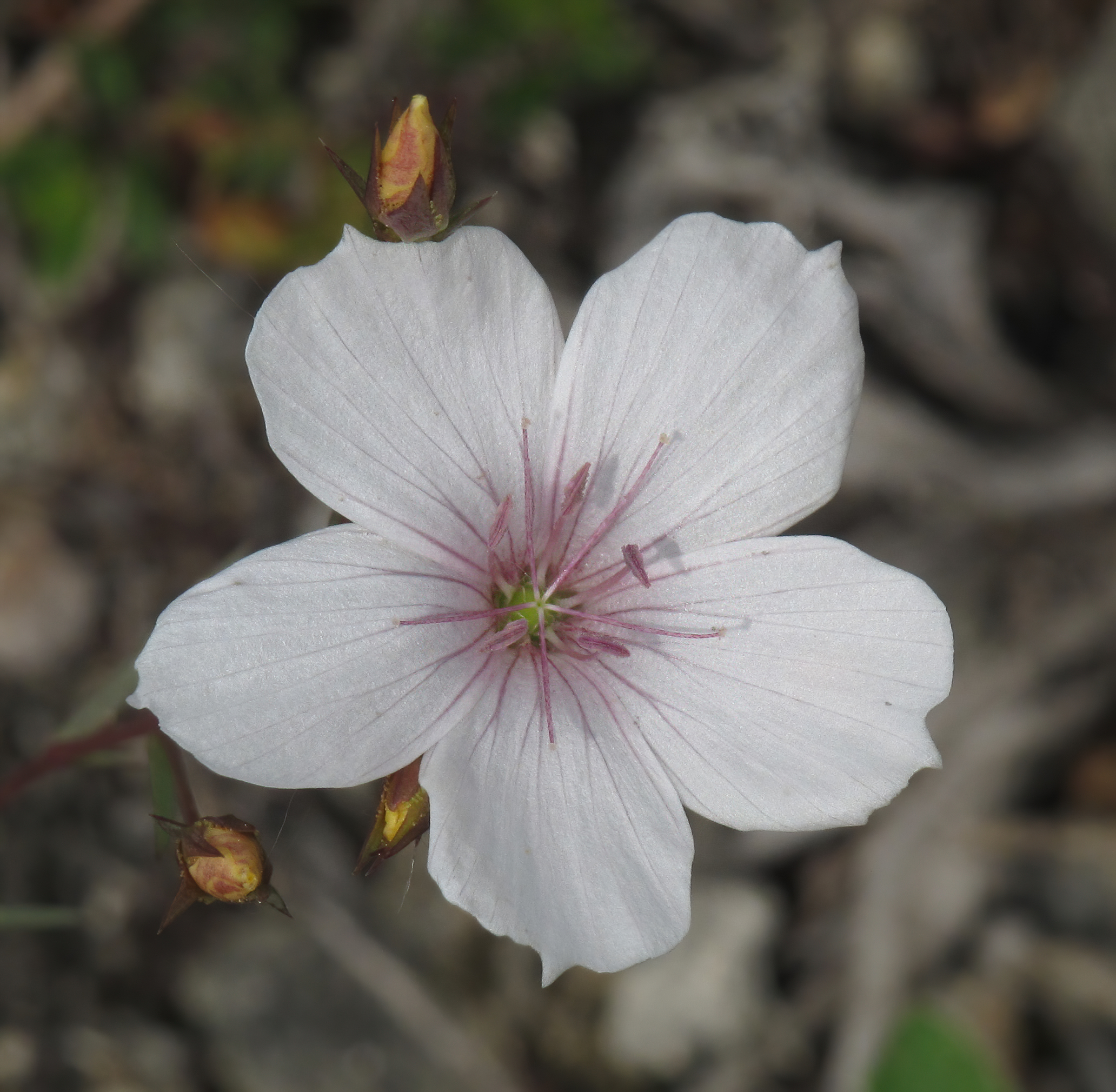
květ
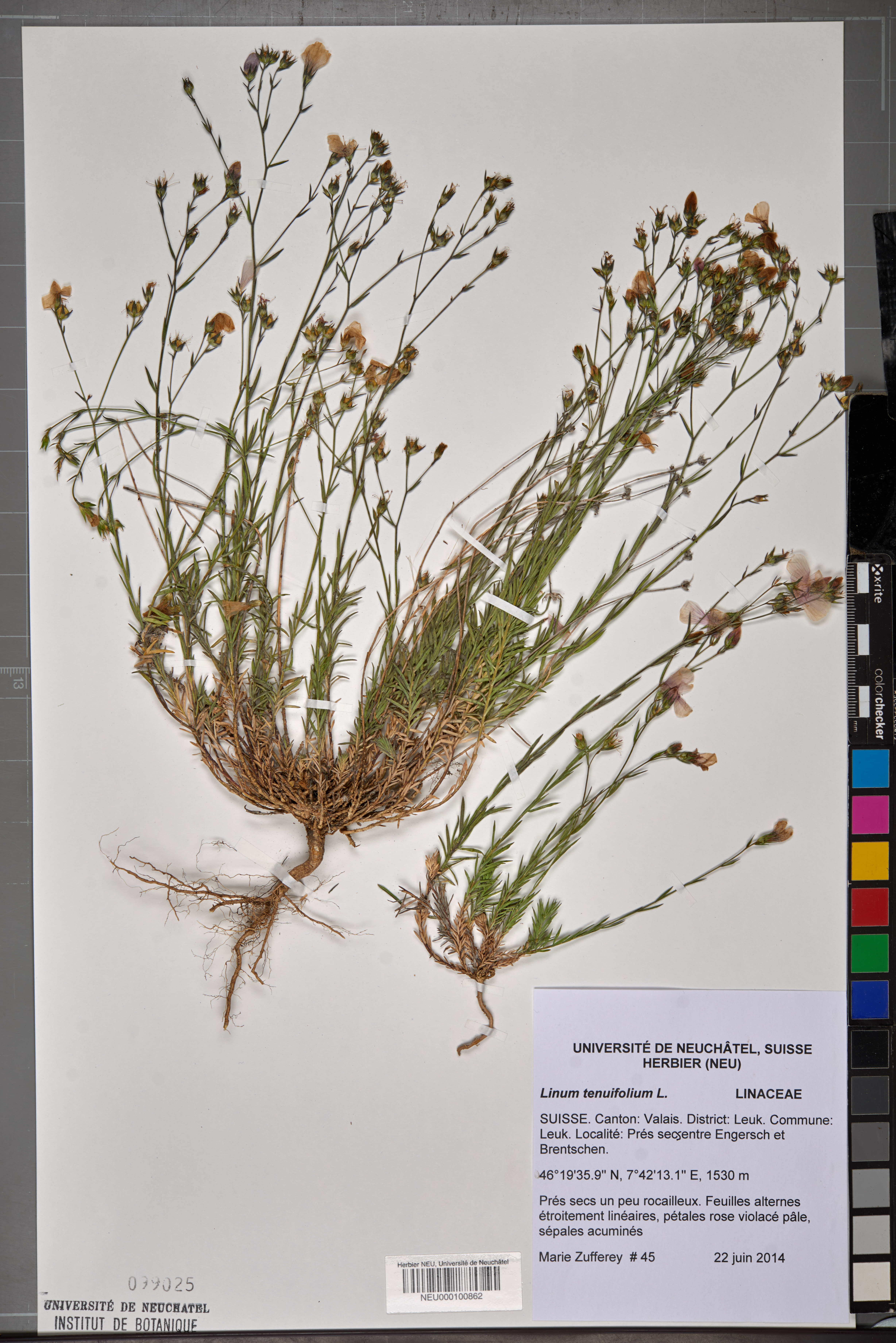
rostlina
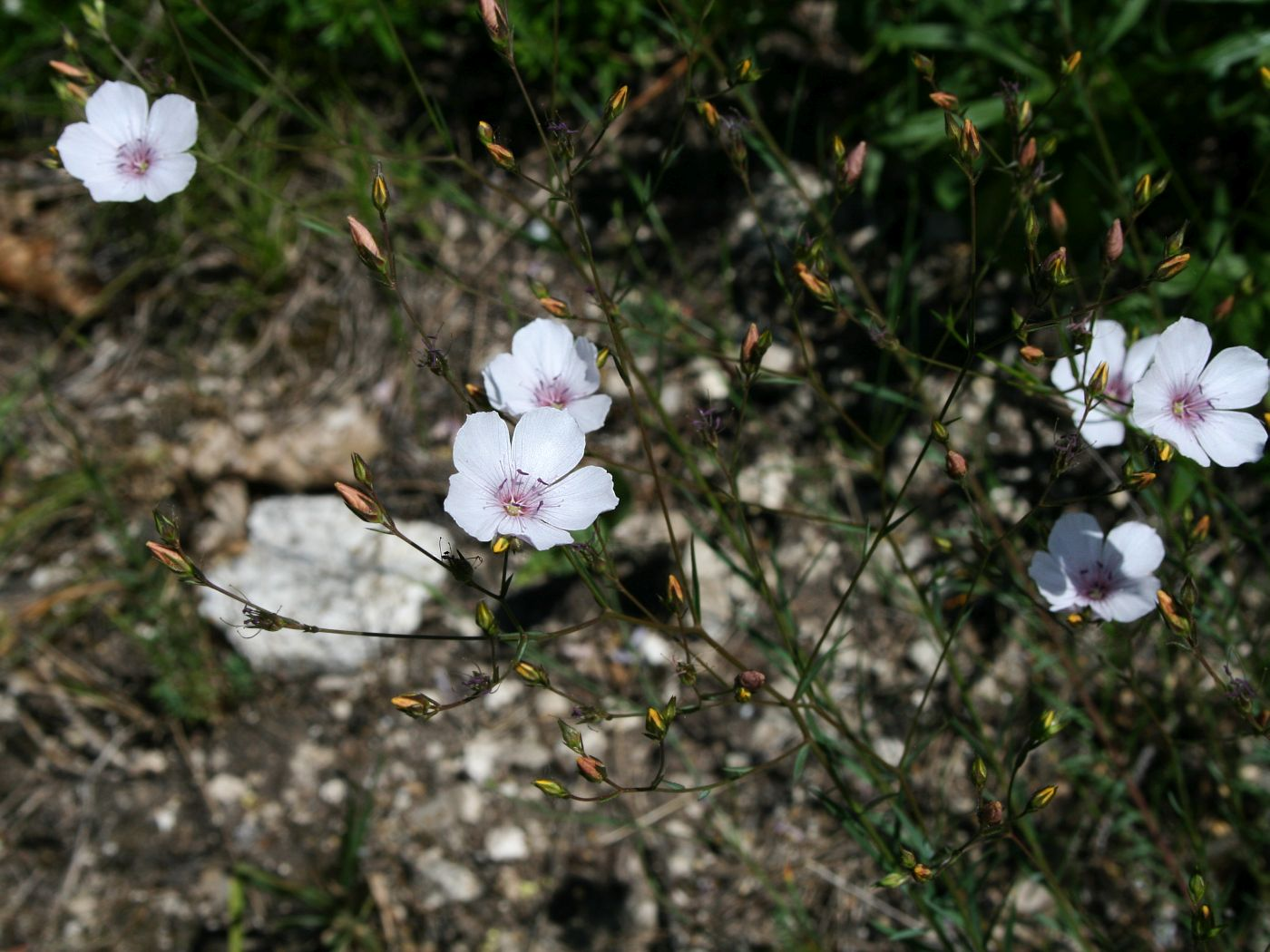
květy